# Dubravice (Bratunac, BiH)
Dubravice su naselje u općini Bratunac, Republika Srpska, BiH.
Nalaze se na desnoj obali Drine.

## Vanjske poveznice
- Satelitska snimka[neaktivna poveznica]